# Radnevo Peak
Der Radnevo Peak (englisch; bulgarisch връх Раднево wrach Radnewo) ist ein 481 m hoher Berg auf der Livingston-Insel im Archipel der Südlichen Shetlandinseln. Er bildet den südwestlichen Ausläufer der Vidin Heights und ragt 1,1 km südwestlich des Miziya Peak, 3,1 km nordnordöstlich des Leslie Hill und 6,6 km nordnordwestlich des Melnik Peak auf.
Bulgarische Wissenschaftler kartierten ihn bei Vermessungen der Tangra Mountains zwischen 2004 und 2005. Die bulgarische Kommission für Antarktische Geographische Namen benannte ihn 2005 nach der Stadt Radnewo im Südosten Bulgariens.